# Rivoli csata
A rivoli csata 1797. január 14–15-én zajlott le az észak-itáliai Rivoli falu mellett, az Első koalíciós háború során, a francia és az osztrák erők között.
Az Alvinczi József császári tábornok vezette osztrák hadsereg kísérletet tett Napoléon Bonaparte tábornok csapatainak Észak-Itáliából való kiszorítására, de hadjárata teljes kudarccal végződött. A francia csapatok Bonaparte tábornok és André Masséna tábornok vezetésével szétverték az osztrák csapatokat.